# Strmec Humski
Strmec Humski falu Horvátországban Krapina-Zagorje megyében. Közigazgatásilag Hum na Sutlihoz tartozik.

## Fekvése
Krapinától 12 km-re északnyugatra, községközpontjától 5 km-re keletre, a Szutla partján a szlovén határ mellett fekszik.

## Története
A településnek 1857-ben 230, 1910-ben 305 lakosa volt. Trianonig Varasd vármegye Pregradai járásához tartozott. 2001-ben 184 lakosa volt.

## Külső hivatkozások
Hum na Sutli község hivatalos oldala